# Kostel svatého Michaela (Córdoba)
Kostel svatého Michaela (španělsky Iglesia de San Miguel) v Córdobě v jižní Andalusii patří mezi dvanáct místních kostelů postavených na zakázku kastilského krále Ferdinanda III. Od roku 1931 je prohlášen národní památkou.
Po dobytí města králem Ferdinandem roku 1236 byl postaven kostel zasvěcený svatému Michaelovi. Stavba je kombinací románského a gotického slohu, interiér pochází převážně z 18. století.